# Batalla del Puente del Arzobispo
La batalla de Puente del Arzobispo fue una batalla de la Guerra de la Independencia Española ocurrida en El Puente del Arzobispo (Toledo), el 8 de agosto de 1809 entre Jean-de-Dieu Soult y el general Gregorio de la Cuesta.

## Antecedentes

Campañas francesas

Tras la desastrosa Convención de Sintra, en la cual se permitió la repatriación de las tropas francesas derrotadas en la batalla de Vimeiro, las tropas expedicionaries británicas en España y Portugal fueron puestas bajo el mando de John Moore. Con la llegada de Napoleón con un ejército a España, los franceses entraron a Madrid el 4 de diciembre y Soult recibe órdenes del emperador de perseguir y derrotar el ejército inglés del general Moore, que tiene que reembarcar durante la coruñesa Batalla de Elviña.
El rearme austríaco que acabaría con la guerra de la Quinta Coalición provocó que Napoleón marchara de Valladolid el 17 de enero, llegando a París el 23 de enero y ordenó al mariscal Soult que invadiera Portugal desde el norte, y como respuesta Arthur Wellesley fue enviado a Lisboa el 22 de abril, y reforzado, se dedicó a la ofensiva, obligando, después de la segunda batalla de Oporto, a la retirada de Soult de Portugal hasta Orense y posteriormente a abandonar Galicia por Valdeorras en dirección a Zamora después de su derrota en la batalla de Ponte Sampaio.
Las tropas británicas de Wellesley avanzaron hacia España para unirse a 33.000 tropas españolas bajo el general Cuesta, que había conseguido rehacer el ejército de Extremadura después de la derrota a la batalla de Medellín, marchando por el valle del Tajo hasta Talavera de la Reina, donde se encontraron con 46.000 franceses que iban a su encuentro bajo el mariscal Claude Victor Perrin y el mayor general Horace Sébastiani, con el rey José I Bonaparte, al mando nominal.
El 12 de junio de 1809, el emperador ordenó al mariscal Soult que tomara el mando del II, V y VI cuerpo y se moviera contra el ejército británico. A finales de julio de 1809, el ejército británico de Arthur Wellesley y el ejército español de Gregorio García de Cuesta, duque de Alburquerque, derrotaron el ejército francés del rey José Bonaparte en la batalla de Talavera. Soult tardó un tiempo a reunir las tropas pero el 27 de julio, el V Cuerpo del Mariscal Mortier, 16.916 infantes y 1.853 dragones, salió de Salamanca hacia el sur. Soult recibió el 29 un convoy de artillería para sustituir los cañones perdidos en la Invasión de Portugal de 1809 y los 18.740 hombres marcharon hacia el sur el 30. El mariscal Michel Ney con 12.500 hombres parte el 31 de julio después de dejar una brigada de 3.200 hombres. Napoleón insistió en que Soult se mantuviera cerca para evitar ser atacado por separado, y los 10.000 franceses de François Étienne de Kellermann se quedaron defendiendo León. Soult era consciente de que los españoles y portugueses podrían enviar 20.000 hombres contra Kellermann, pero aceptó el riesgo porque entendió que el ejército británico de Wellesley era el objetivo principal.
Wellesley no pudo explotar el triunfo debido al fracaso de sus arreglos logísticos y al cabo de pocos días descubrió que el ejército de Soult intentaba cortar el camino de Portugal. En consecuencia, los ejércitos británicos y españoles se retiraron al oeste, evitando ser interceptados por las fuerzas de Soult. Francisco Javier Venegas y el ejército de la Mancha impidieron que Sébastiani reforzara al ejército del rey bonapartista en Talavera y con Sébastiani lejos del frente, el camino hacia Madrid estaba casi indefenso. Wellesley esperaba que la presión de la ofensiva de Venegas obligaría a los franceses a retirarse y el ejército de la Mancha presionó hacia Toledo y Aranjuez. El 29 de julio se detuvo hasta el 5 de agosto. José dejó el cuerpo de Claude Perrin Victor para vigilar Wellesley y Cuesta, y volvió a Illescas, donde se podía mover para bloquear a Venegas o Wellesley si fuera necesario, y Ney volvió a Madrid.

## La batalla
García de Cuesta se quedó con 3.000 soldados de caballería y 5.000 de infantería para sostener El Puente del Arzobispo. Cómo su posición era tan fuerte, los españoles entran en una falsa sensación de seguridad pero los oficiales franceses encontraron un vado cerca del puente y la caballería francesa atravesó el vado durante la siesta de los españoles, seguida de la infantería del V Cuerpo del mariscal Édouard Mortier. Antes de que Alburquerque pudiera reaccionar, su caballería se rompió y uno de sus batallones de infantería diezmado. Durante la persecución, la caballería de Soult no solo capturó 16 cañones españoles, sino que también recuperaron 14 de las 17 piezas de artillería francesa perdidas en Talavera.

## Consecuencias
Jean-de-Dieu Soult paró su ofensiva para no perseguir sus enemigos en las montañas y esperó reagrupar su ejército para una invasión de Portugal que no se produjo y José Bonaparte ordenó al VI Cuerpo de Michel Ney que volviera al norte para ayudar a François Étienne de Kellermann y colocó los dos cuerpos restantes de Soult a la defensiva en Plasencia y Talavera de la Reina. Este despliegue liberó el I Cuerpo de Claude Victor Perrin para marchar al este contra Francisco Javier Venegas derrotándolo en la batalla de Almonacid. El cuerpo de Ney topó con la columna de Wilson en su marcha de regreso a la batalla del Puerto de Baños.
Con sus tropas muertas de hambre, Arthur Wellesley se retiró con su ejército a Badajoz en donde se pudo asegurar suministros suficientes, y desconcertado por el comportamiento errático de Cuesta y por la ineptitud del ejército español, Wellington prometió no cooperar con los ejércitos españoles hasta que sus generales y sus tropas fueran más fiables. En el gobierno británico argumentó que podía mantener Portugal contra un ejército francés de 70.000 a 80.000 hombres. Con cuyo objeto, Wellington dictó las órdenes de construir las líneas de Torres Vedras para proteger Lisboa.